# Elytroleptus metallicus
Elytroleptus metallicus är en skalbaggsart som först beskrevs av Anton Franz Nonfried 1894.  Elytroleptus metallicus ingår i släktet Elytroleptus och familjen långhorningar.
Artens utbredningsområde är Honduras. Inga underarter finns listade i Catalogue of Life.